# Trichopsetta ventralis
Trichopsetta ventralis es una especie de pez de la familia Bothidae en el orden de los Pleuronectiformes.

## Hábitat
Es un pez de mar.

## Morfología
• Pueden llegar alcanzar los 20 cm de longitud total.

## Distribución geográfica
Se encuentra en las  costas del  Atlántico Occidental (norte del Golfo de México y, posiblemente, hasta Surinam ).